# Codex Sinaiticus
Ne doit pas être confondu avec Codex Sinaiticus Syriacus.
Vous lisez un « bon article » labellisé en 2014.
- Papyrus
- Onciale
- Minuscules
- Lectionnaire

Le Codex Sinaiticus est un des deux plus anciens manuscrits de la Bible — avec le Codex Vaticanus — qui rassemble à la fois l'Ancien et le Nouveau Testament. Classé par Gregory-Aland no 01 ou א, c'est un codex de la Bible, écrit en caractères de type oncial et datant du IVe siècle, entre 325 et 360. Il contient des parties du texte de la Septante de l'Ancien Testament, la totalité du Nouveau Testament, l'Épître de Barnabé et le Pasteur d'Hermas.
Le codex a été copié par trois scribes dans un scriptorium d'une cité du monde gréco-romain comme Alexandrie, Rome ou Césarée de Palestine. Il a été considéré comme faisant partie d'une commande de l'empereur romain Constantin Ier, mais cette hypothèse est mise en doute au XXIe siècle.
Constantin von Tischendorf découvre la plus grande partie des feuillets du codex au monastère Sainte-Catherine du Sinaï, lors de divers voyages effectués entre 1844 et 1859, d'abord pour le roi de Saxe Frédéric Auguste puis pour le tsar Alexandre II de Russie. Il rapporte ses découvertes à chacun de ses commanditaires : un tiers du codex à l'université de Leipzig et le reste à Saint-Pétersbourg. En 1933, les autorités soviétiques vendent la plupart des feuillets qu'elles détiennent à la Grande-Bretagne qui les confie au British Museum. Les conditions de la découverte du codex par Tischendorf donnent lieu à controverse, les moines reprochant à Tischendorf de s'être approprié les manuscrits qu'il ne devait qu'emprunter.
En 2005, les quatre institutions qui conservent ce manuscrit (la British Library — héritière du British Museum —, l'université de Leipzig, le monastère Sainte-Catherine du Sinaï, et la Bibliothèque nationale russe) s'entendent pour numériser la totalité des textes. La numérisation est mise en ligne en 2008.
L'étude du Codex Sinaiticus est de première importance pour la critique textuelle des textes bibliques et du Nouveau Testament.

## Histoire du manuscrit

### Lieu de rédaction

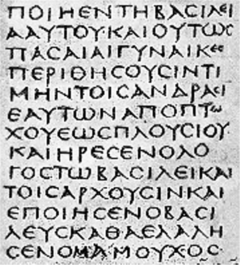
Esther 1,20 dans le Codex Sinaiticus, scriptio continua

Le lieu d'origine du Codex Sinaiticus reste inconnu, comme c'est le cas pour la plupart des manuscrits de l'Antiquité. Les spécialistes pensent qu'il fut rédigé dans une des grandes cités de l'Empire romain. Rome, Alexandrie et Césarée de Palestine ont été citées tour à tour.
Selon Fenton John Anthony Hort, il a été écrit en Occident, sans doute à Rome, comme le suggère la division des chapitres dans les Actes des Apôtres, division commune au Codex Sinaiticus et au Codex Vaticanus, mais qui n'est utilisée dans aucun autre manuscrit en grec, alors qu'elle apparaît dans plusieurs manuscrits de la Vulgate, notamment le Codex Amiatinus et le Codex Fuldensis. Armitage Robinson répond à cet argument en signalant que ce système de division en chapitres a été introduit dans la Vulgate par Jérôme de Stridon, à la suite de ses études à Césarée. Selon Frederic George Kenyon, la forme des lettres est celle de l'écriture du grec en usage en Égypte, ainsi qu'on la trouve dans les papyrus plus anciens. Le codex serait donc originaire d'Alexandrie. Cette idée est également soutenue par Victor Gardthausen.
James Rendel Harris estime que le manuscrit vient de la bibliothèque de Pamphile de Césarée. Ce point de vue est partagé par Burnett Hillman Streeter et Theodore Cressy Skeat. Skeat base son hypothèse sur deux variantes textuelles : Matthieu 13,54 (εις την αντιπατριδα αυτου : dans son propre Antipatris) et Actes 8,5 (εις την πολιν της Καισαριας : dans la ville de Césarée). Ces deux variantes n'apparaissent dans aucun autre manuscrit.

### Datation

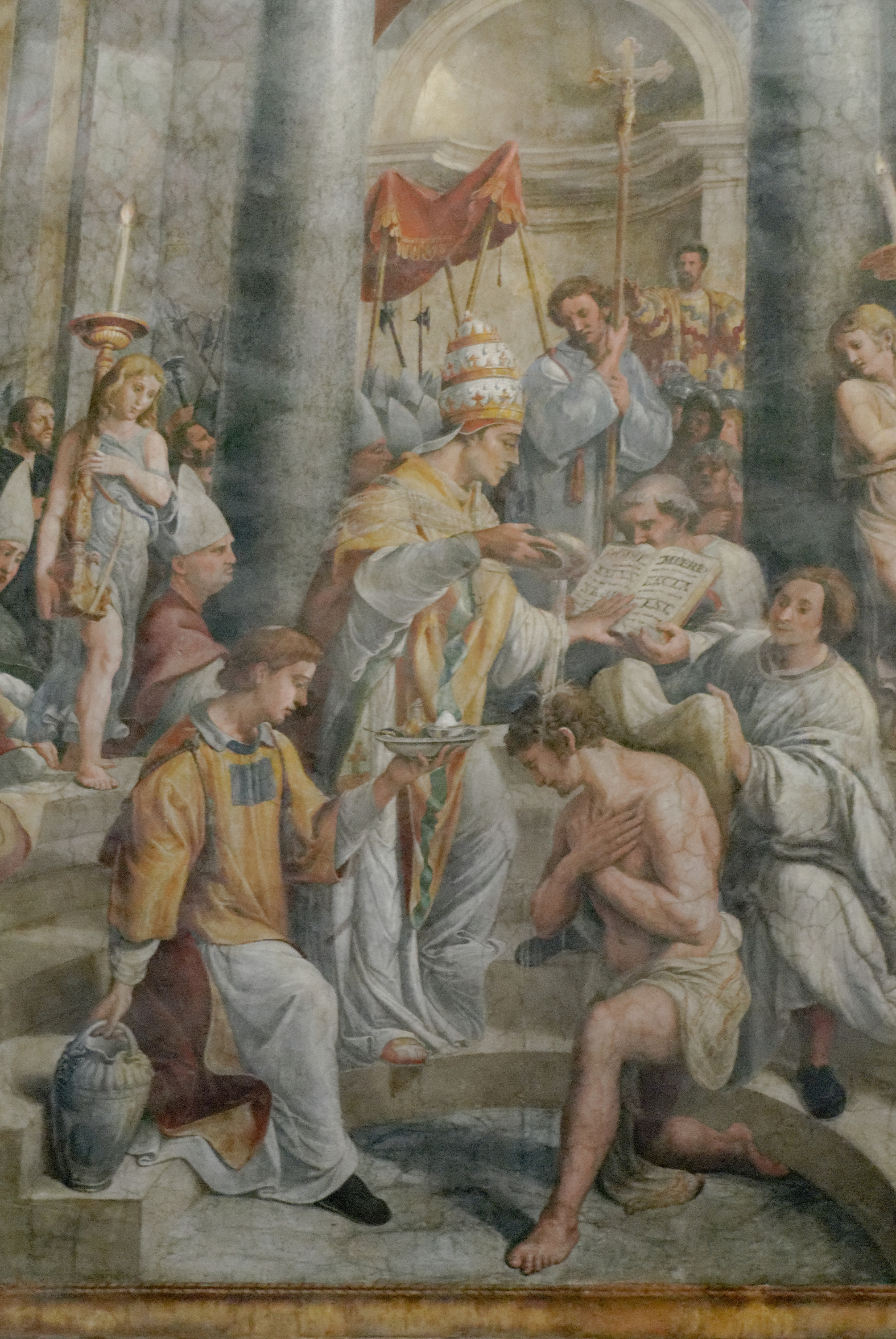
Le baptême de Constantin attribué au peintre Giovan Francesco Penni

Les paléographes sont unanimes pour dater le Codex Sinaiticus du IVe siècle. Il ne peut pas avoir été écrit avant 325, terminus a quo, parce qu'il contient les canons de concordances. Il ne peut pas non plus avoir été écrit après 360, terminus ad quem, en raison de références aux Pères de l'Église dans la marge.
À l'origine, selon Constantin von Tischendorf, d'après Eusèbe lui-même, le Codex Sinaiticus était un des cinquante exemplaires de la Bible grecque commandés par l'empereur Constantin Ier à Eusèbe de Césarée, peu après le Concile de Nicée de 325. Les autres exemplaires ont disparu ou n'ont jamais été réalisés.
Le Codex Vaticanus en est peut-être un autre exemplaire selon Theodore Cressy Skeat. Cette hypothèse est contredite au XXIe siècle par certains spécialistes, notamment Bruce Metzger et Bart D. Ehrman qui pensent qu'aucun des deux codex n'a été commandé par Constantin Ier,.
Le Codex Sinaiticus reproduit la compilation de la Bible faite à Césarée vers 300 par Pamphile et signalée par Jérôme de Stridon. Cette hypothèse est soutenue par Pierre Batiffol et Theodore Cressy Skeat qui pensent que le codex était déjà commencé lors de la commande de Constantin mais que le travail a été suspendu pour harmoniser les différents formats de page.

### Découverte

#### Vitaliano Donati
Lors de sa visite en 1761 du monastère Sainte-Catherine du Sinaï, le voyageur italien Vitaliano Donati écrit dans son journal publié en 1879 : « Dans ce monastère, j'ai trouvé une grande quantité de manuscrits… il semble que certains sont antérieurs au septième siècle, et particulièrement une Bible faite d'un beau vélin, très grande, mince et carrée, écrite en caractères ronds et très beaux. » Cette Bible est peut-être le Codex Sinaiticus,.

#### Expéditions de Tischendorf pour le roi de Saxe

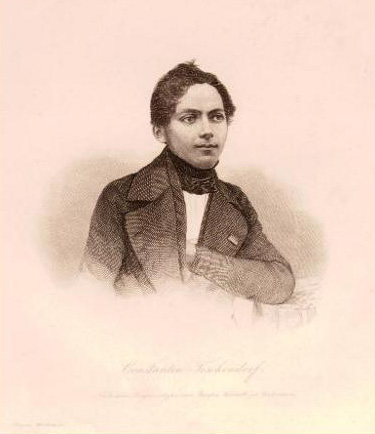
Tischendorf vers 1845, à l'époque de sa découverte du Codex Sinaiticus

En 1844, Constantin von Tischendorf, un érudit allemand de vingt-neuf ans parrainé par le roi de Saxe Frédéric Auguste, visite le monastère orthodoxe de Sainte-Catherine sur le mont Sinaï.
En parcourant les lieux, son attention est attirée par une corbeille contenant de vieux parchemins destinés à servir de combustible pour le feu. Il s'agit de 129 grandes pages de parchemin contenant des parties de la traduction grecque de l'Ancien Testament : la Septante. Il est autorisé à en emporter le tiers, soit 43 pages. Celles-ci contiennent le Premier Livre des Chroniques, le Livre de Jérémie, le Livre de Néhémie et le Livre d'Esther. Elles sont maintenant conservées par la bibliothèque universitaire de Leipzig. Le texte de cette partie du codex est publié par Tischendorf en 1862 sous le titre Bibliorum codex Sinaiticus Petropolitanus puis réimprimé en 1869 en quatre volumes.
En 1845, l'archimandrite Porphyrius Uspensky, alors chef de la mission ecclésiastique russe à Jérusalem et futur évêque de Tchyhyryne, visite le monastère et voit le codex avec des feuilles que Tischendorf n'avait pas vues. En 1846, le capitaine C. K. MacDonald visite le Mont Sinaï, voit le codex et achète au monastère deux codex Minuscule 495 et Minuscule 496. En 1853, Tischendorf retourne au monastère Sainte-Catherine pour obtenir les 86 autres feuillets, mais le père supérieur, qui se méfie de l'exaltation du jeune Allemand, ne l'aide plus dans ses recherches.

#### Expédition de Tischendorf pour le tsar

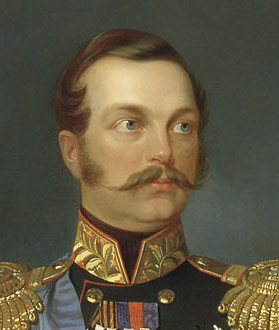
Alexandre II (empereur de Russie) commandite le troisième voyage de Tischendorf

Constantin von Tischendorf retourne au monastère Sainte-Catherine en 1859, cette fois comme envoyé du tsar Alexandre II de Russie, à qui il a montré le Codex Sinaiticus. Il affirme qu'il a trouvé ces feuilles dans une poubelle, mais cette histoire est peut-être une affabulation, à moins que les manuscrits en question n'aient pas eu de rapport avec le Codex Sinaiticus. En 1863, John Silvester Davies indique : « Un moine du Sinaï est [...] d'accord avec le bibliothécaire du monastère pour dire que le Codex Sinaiticus a été longtemps dans la bibliothèque et qu'il figurait dans les anciens inventaires [...] Est-il probable [...] qu'un manuscrit connu dans l'inventaire ait été retiré de la bibliothèque et placé dans une corbeille ? ». En fait, les feuillets sont dans un « bon état étonnant » pour des objets prétendument trouvés parmi les rebuts.

Tischendorf a pour mission de récupérer des manuscrits pour le tsar Alexandre II de Russie, qu'il a convaincu qu'il y en avait encore à trouver dans le monastère. Tischendorf arrive au monastère le 31 janvier 1859, mais ses recherches sont infructueuses. Le 4 février, il se résout à rentrer chez lui les mains vides : 

« Cet après-midi, je me promenais avec l'intendant du couvent dans le voisinage, et à notre retour au soleil tombant, il me supplia de prendre un rafraîchissement avec lui dans sa cellule. À peine entré dans la pièce, il abrège la conversation en cours et dit : « Et je dois aussi lire une Septante » — c'est-à-dire une copie de la première traduction de la Bible en grec. Aussitôt, il saisit dans un coin de la pièce un encombrant volume, emballé dans une couverture rouge et l'étale devant moi. Je déroule la couverture et découvre à ma grande surprise, non seulement ces fragments que j'avais quinze ans auparavant sortis d'une corbeille, mais aussi d'autres parties de l'Ancien Testament, le Nouveau Testament complet et, en plus, l'Épître de Barnabé et une partie du Pasteur d'Hermas. »

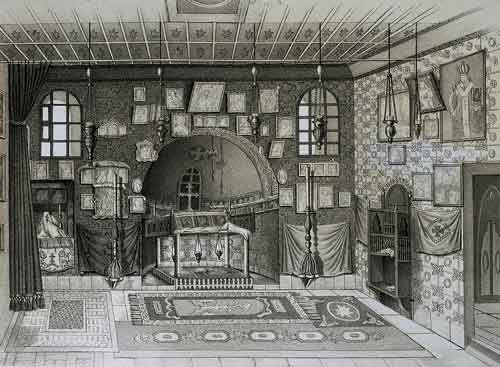
Chapelle du Buisson Ardent du monastère Sainte Catherine, lithographie tirée de l'album d'Uspensky

Tischendorf persuade le père supérieur d'en faire cadeau au tsar Alexandre II, qui finance les recherches sur le site. James Bentley rend compte de la façon dont cela s'est passé : « Tischendorf se lance alors dans une remarquable entreprise de duplicité qui l'occupera pendant dix ans, par la suppression minutieuse des faits et le dénigrement systématique des moines du Mont Sinaï. » Il apporte le codex à Alexandre II, qui reconnaît son importance et le publie aussi vite que possible en fac-similé de façon à montrer fidèlement l'écriture manuscrite ancienne.
En 1869, le tsar envoie 7 000 roubles au monastère et 2 000 roubles à celui du Mont Thabor en compensation,. Le document authentifiant le transfert de propriété est publié en 2007 par les autorités russes.
Le rôle de Tischendorf dans le transfert à Saint-Pétersbourg est estimé diversement. Des parties de la Genèse et du Livre des Nombres sont retrouvées dans les couvertures d'autres livres et les moines les envoient gracieusement à Tischendorf. Cependant, le monastère considère que le codex a été volé. Cette position est vivement contestée par plusieurs chercheurs en Europe. Kirsopp Lake écrit : « Ceux qui ont eu affaire aux moines orientaux comprendront combien il est improbable que les termes de l'arrangement, quel qu'il soit, soient jamais connus de quiconque en dehors des dirigeants. ». Cependant, Tischendorf donne aux autorités du monastère un reçu qui promet un retour du manuscrit de Saint-Pétersbourg à la première requête de la confrérie du Sinaï,.

#### Affaire Simonides
Le 13 septembre 1862, Konstantinos Simonides, expert en calligraphie et ayant un passé controversé dans le commerce des manuscrits, prétend dans le journal The Guardian qu'il est l'auteur du Codex Sinaiticus et qu'il l'aurait rédigé en 1839 au monastère Saint-Pantéleimon du mont Athos. De son côté, Constantin von Tischendorf, qui a travaillé sur de nombreux manuscrits bibliques, est connu pour sa recherche permanente, auprès des familles royales, de financement pour ses voyages. Simonides affirme que son oncle, un moine, l'avait invité au mont Athos à la suite du décès de son père — affirmation contredite par la découverte de lettres ultérieures adressées à son père —. Alors que les soupçons de faux circulent parmi les spécialistes lors de la découverte du Codex Sinaiticus par Tischendorf, certains estiment qu'il serait peut-être plus juste de parler d'une collation des manuscrits et d'une restauration « ajustée » à la façon de Simonides, un expert en hiéroglyphes, comme on en trouve dans tout le Codex Sinaiticus. Simonides affirme aussi que le document est un faux lors d'échanges de lettres avec des érudits.
Tischendorf répond, dans le Allgemeine Zeitung en décembre 1862, que la version du Codex Sinaiticus du Nouveau Testament présente de nombreuses différences avec les autres manuscrits connus. L'érudit Henry Bradshaw, bibliothécaire de l'Université de Cambridge et qui connaît les deux hommes, démonte les affirmations de Konstantinos Simonides en montrant l'absurdité de ses propos dans une lettre au Guardian du 26 janvier 1863. Il démontre que le Codex Sinaiticus rapporté par Tischendorf du mont Sinaï ne peut pas être un faux fabriqué par Simonides. La controverse semble venir du mauvais usage des mots « faux » ou « fabrication », car il s'agit peut-être d'un texte restauré d'après une copie de la Septante fondée sur les Hexaples d'Origène, un texte qui a été rejeté pendant des siècles car il a pour origine Eusèbe, qui a introduit l'arianisme à la cour des empereurs Constantin Ier et Constantin II.
Certains savants et hommes d'Église ne sont pas ravis de voir arriver ce codex. Burgon, un partisan du Textus Receptus, pense que le Codex Sinaiticus, ainsi que le Codex Vaticanus et le Codex Bezae, sont des textes corrompus. Chacun de ces trois documents constitue, pour lui, « clairement un texte fabriqué, résultant d'une restauration arbitraire et imprudente ».

#### Controverse sur la propriété du manuscrit

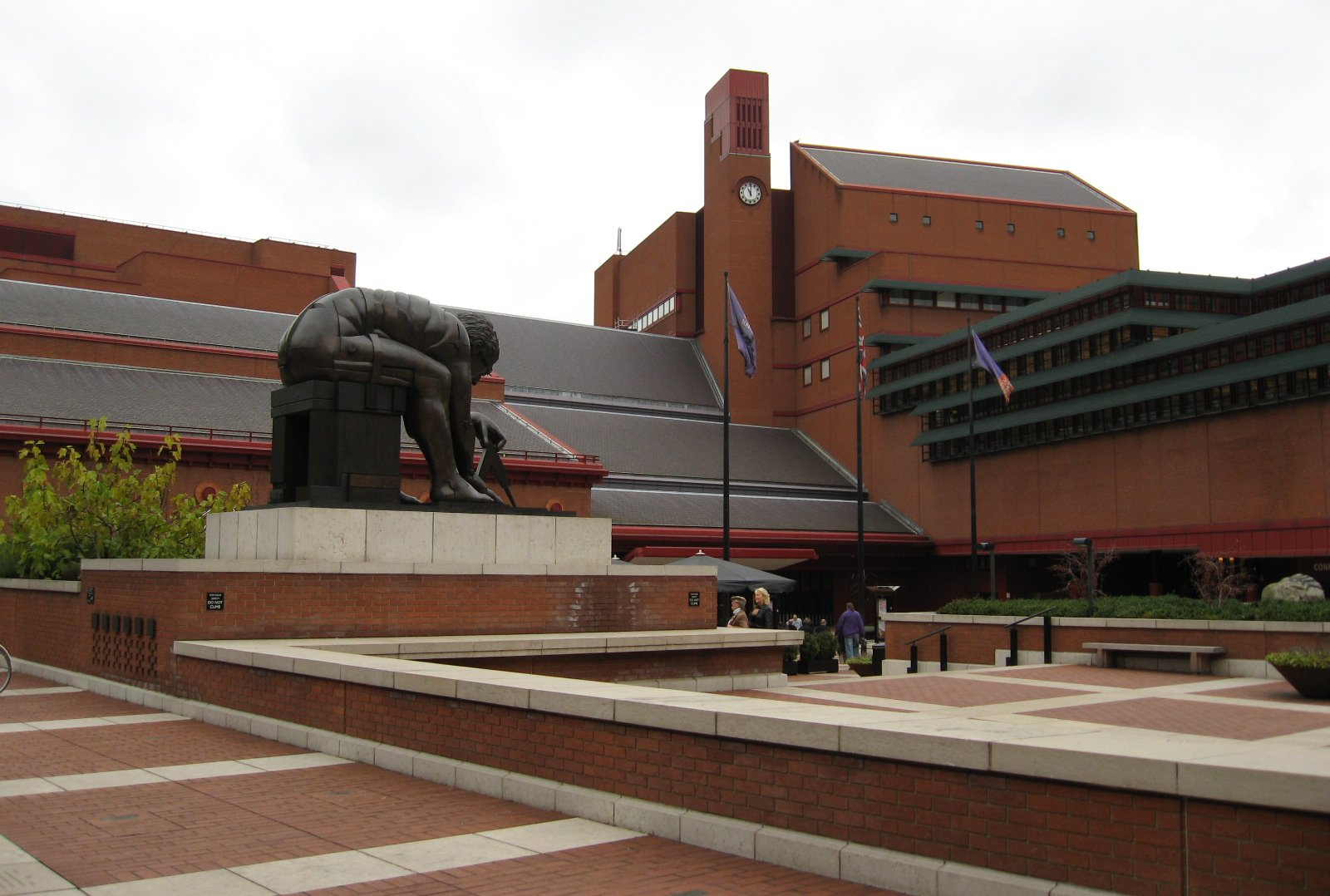
La British Library, principal lieu de conservation du Codex Sinaiticus

Les moines de Sainte-Catherine réclament toujours officiellement le retour du Codex Sinaiticus au monastère. En 2014 le codex est partagé entre quatre sites : 347 feuillets à la British Library à Londres (199 pour l'Ancien Testament, 148 pour le Nouveau Testament), 12 feuillets et 14 fragments au Monastère Sainte-Catherine du Sinaï, 43 feuillets à la bibliothèque de l'Université de Leipzig et des fragments de trois feuillets à la Bibliothèque nationale russe à Saint-Pétersbourg.
De son côté, le monastère Sainte-Catherine met en avant une lettre de 1844 avec la signature originale de Tischendorf indiquant que ce dernier a seulement emprunté les manuscrits pour en faire une transcription au Caire puis en Russie. Les affirmations de Tischendorf sur le fait que le manuscrit était sur le point d'être brûlé par les moines constituent pour ceux-ci un cas de diffamation.
D'un autre côté, des documents ont été rendus publics en 2009, dans des journaux allemands et russes, faisant état d'un acte de donation du 11 septembre 1868 signé par l'Archevêque Kallistratos et des moines du monastère, ce qui indiquerait que le manuscrit a été acquis légalement, d'autant plus que, en 1869, le Tsar a envoyé en compensation une somme d'argent au Monastère Sainte-Catherine du Sinaï,.
Des doutes sur la légalité du don viendraient toutefois du fait que Tischendorf a pris le manuscrit à Sainte-Catherine en septembre 1859, alors que le monastère n'avait pas d'archevêque, et que, même si l'intention de présenter le manuscrit au Tsar a été exprimée, aucun don légal ne pouvait être formulé. La résolution du problème aurait été retardée par le règne mouvementé de l'archevêque Cyril (consacré le 7 décembre 1859 et déposé le 24 août 1866) et la situation aurait été régularisée après le retour au calme.

### Découvertes et recherches auXXesiècle

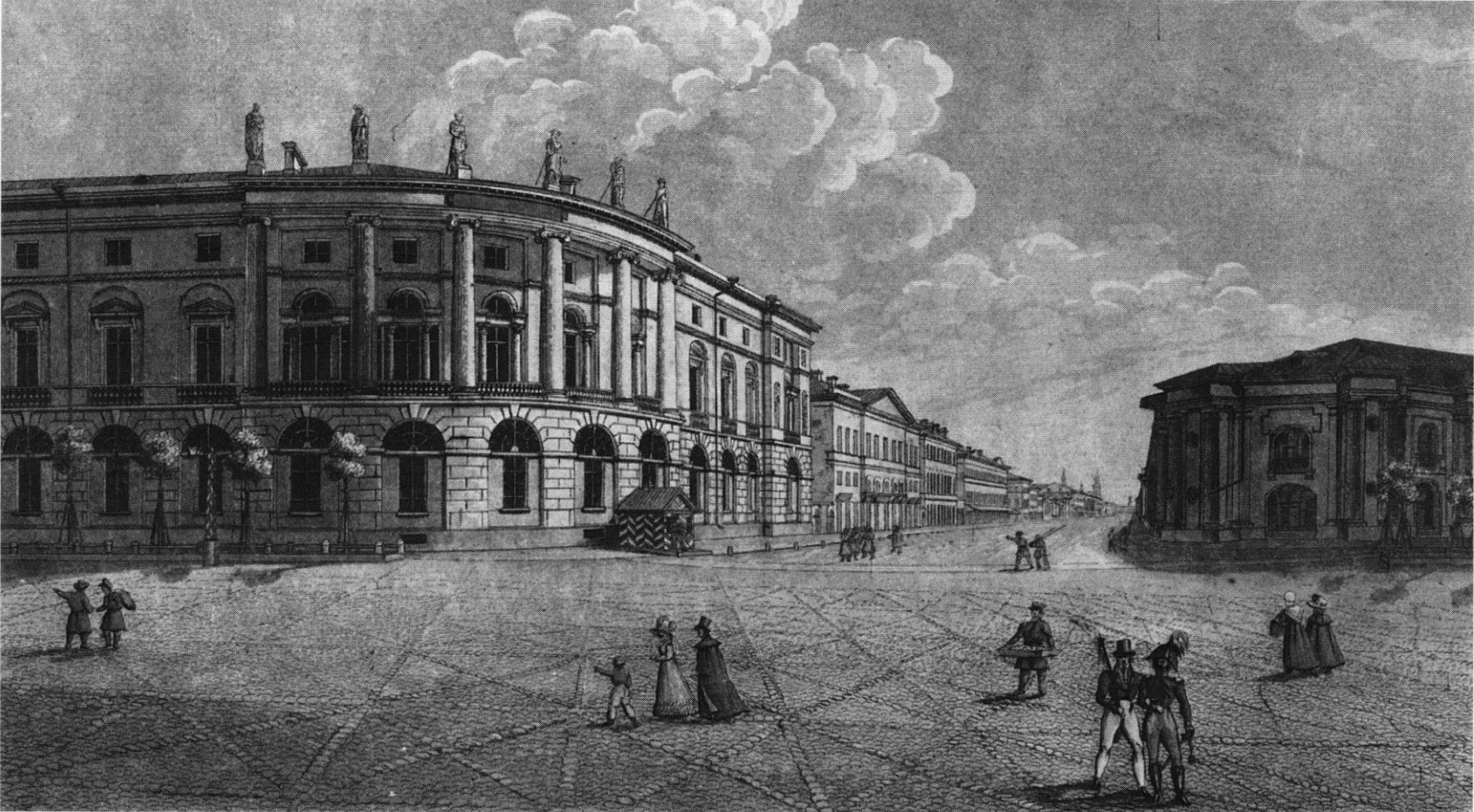
La Bibliothèque nationale russe qui héberge une partie du Codex Siniaticus de 1859 à 1933.

Lors d'un de ses trois voyages au monastère Sainte-Catherine du Sinaï, entre 1907 et 1911, Vladimir Benechevitch découvre dans la bibliothèque trois feuillets du codex cachés dans les couvertures d'autres manuscrits. Ces feuillets sont acquis pour le compte de l'Empire russe et déposés à Saint-Pétersbourg, où ils se trouvent encore aujourd'hui,.
Kirsopp Lake publie l'intégralité du Codex Sinaiticus en deux fois : en 1911 le Nouveau Testament, l'Épître de Barnabé et du Pasteur d'Hermas et en 1922 l'Ancien Testament sous la forme d'un fac-similé en noir et blanc du manuscrit qu'il a photographié à Saint-Pétersbourg avec son épouse Helen pendant l'été 1908.
Pendant des décennies, le Codex Sinaiticus est conservé à la Bibliothèque nationale russe. En 1933, les autorités soviétiques vendent le codex à la Grande-Bretagne. L'achat est financé par une souscription publique de 100 000 livres. Le codex est déposé au British Museum de Londres sous la référence Additional Manuscripts 43725,. Toutefois, huit fragments demeurent à Saint-Pétersbourg. À son arrivée en Grande-Bretagne, le codex est étudié par Theodore Cressy Skeat et H.J.M. Milne avec une lampe à rayons ultraviolets.
En mai 1975, lors de travaux de restauration, les moines de Sainte-Catherine découvrent sous la chapelle Saint-Georges une pièce qui contient douze feuillets et quarante fragments de manuscrits. Parmi ceux-ci se trouvent onze feuillets du Pentateuque et un feuillet du Pasteur d'Hermas, qui fait partie du Codex Sinaiticus. Soixante-sept autres manuscrits en grec du Nouveau Testament sont également découverts : les Onciales 0278 à 0296 et quelques minuscules.

### Découvertes et recherches auXXIesiècle

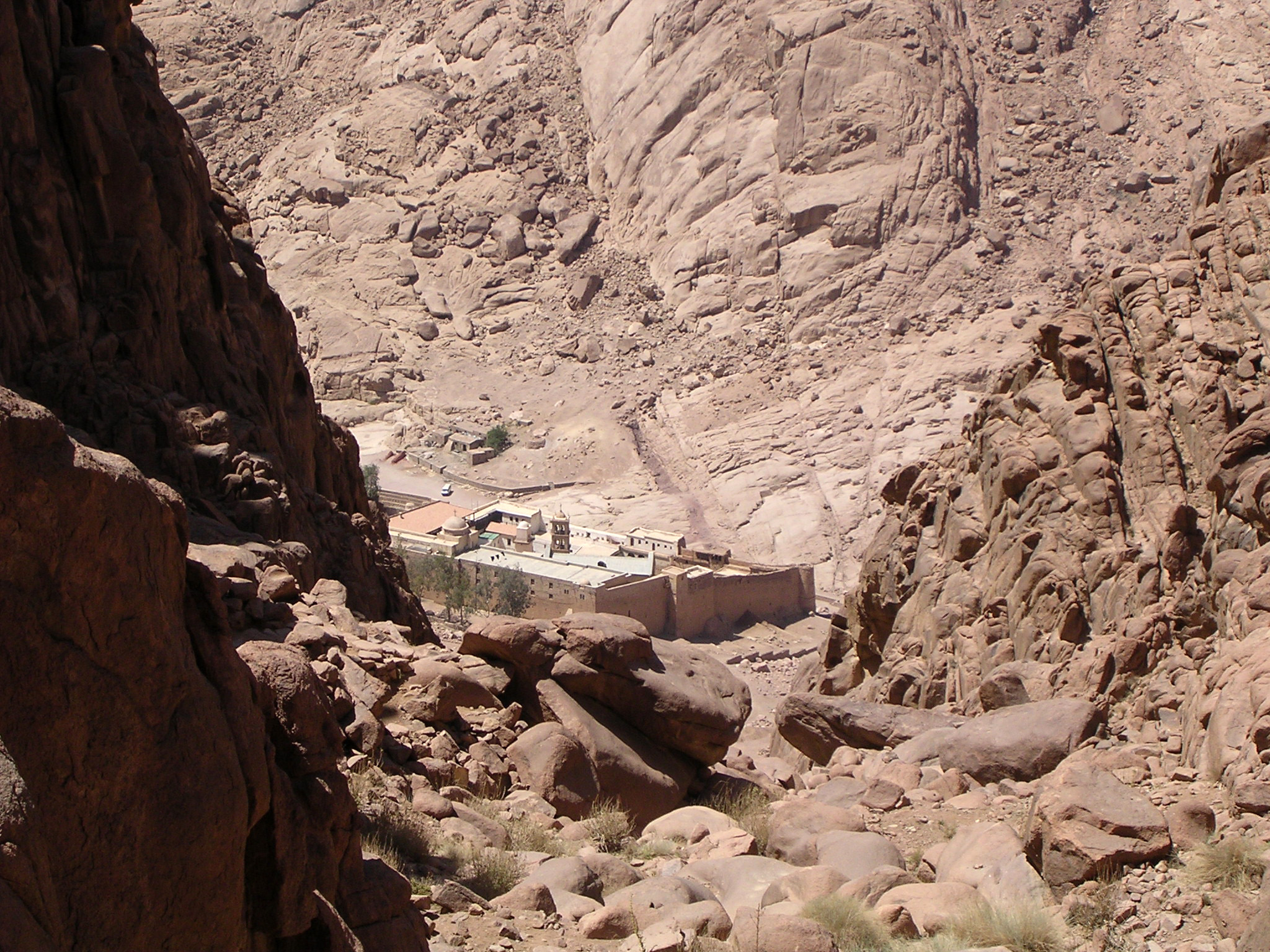
Le monastère Sainte-Catherine du Sinaï

Au cours de ses différentes tribulations, les pages du codex ont été dispersées. Aussi la British Library annonce-t-elle, le 11 mars 2005, la mise en place d'un programme de recherche interdisciplinaire sur le célèbre manuscrit, à un coût estimé à 680 000 £. Le travail porte sur trois axes : la conservation, la numérisation et la traduction. Chacune des quatre institutions possédant une partie du manuscrit y participe : la British Library, le monastère Sainte-Catherine du Sinaï, l'université de Leipzig et la Bibliothèque nationale russe. En juin 2005, une équipe d'experts des quatre institutions entreprend la numérisation du manuscrit et entame une série d'études. L'imagerie hyperspectrale est utilisée pour photographier les manuscrits et pour mettre en évidence des informations cachées ou des parties de texte décolorées,.
En juillet 2008, un quart du codex est mis en ligne sur internet en juillet 2009, le document complet est mis en ligne sous forme numérique pour les chercheurs,. La version en ligne comporte une transcription textuelle du codex, avec les corrections, et deux images de chaque page, l'une sous lumière normale et l'autre sous lumière rasante pour faire ressortir la texture du parchemin.
En septembre 2009, Nikolas Sarris, un étudiant de l'Université des arts de Londres qui a participé à la numérisation du codex, découvre dans la bibliothèque du monastère Sainte-Catherine du Sinaï un fragment encore inconnu du Codex, contenant le Livre de Josué,.

## Contenu

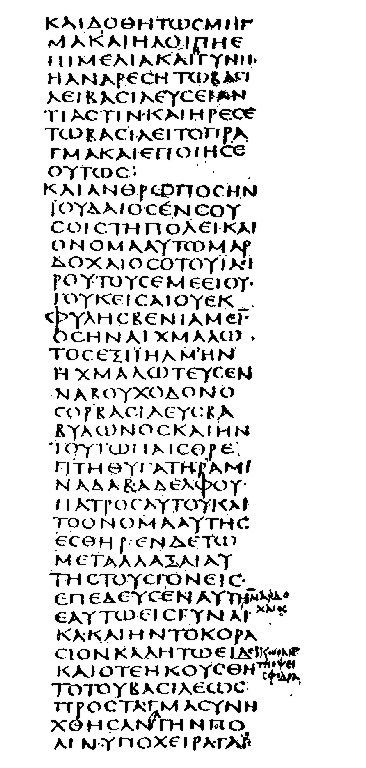
Le Codex Sinaiticus contient le Livre d'Esther, ici Esther 2, 3-8.

### Description

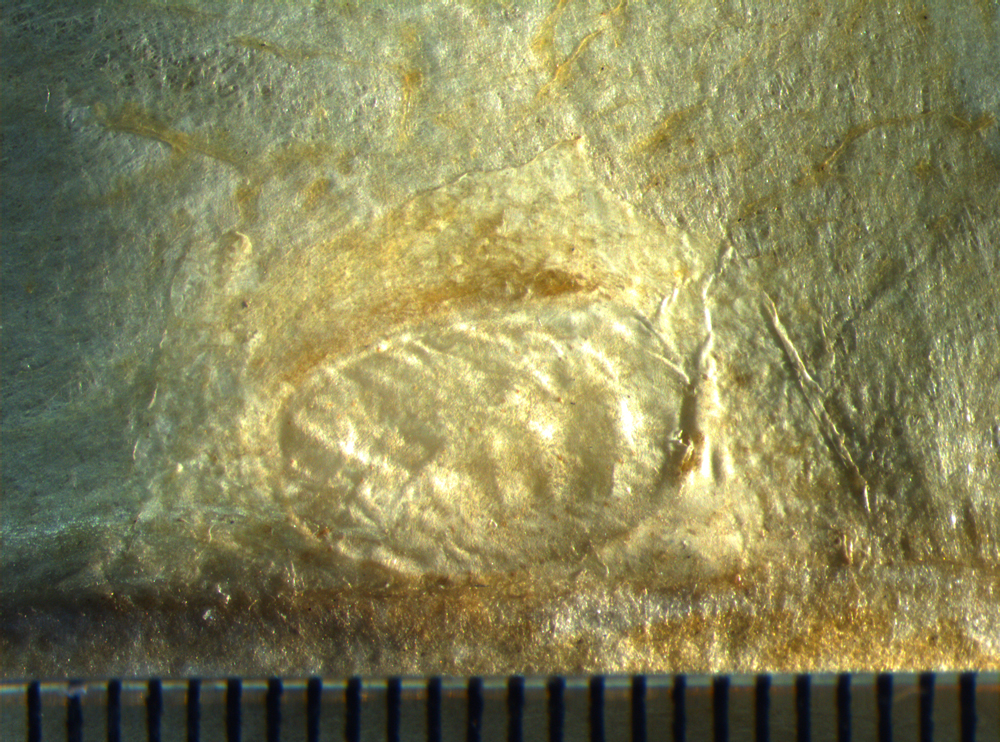
Détail de la peau dont est fait le parchemin

Le Codex Sinaiticus se compose de 346 folios et demi, dont 199 pour l'Ancien Testament et 147 et demi pour le Nouveau Testament d'un format de 43 × 38 cm. L'excellente qualité de l'encre et des feuillets en parchemin de vélin en ont permis la conservation.
Rédigé dans la forme vernaculaire du grec ancien dite koinè, le codex est en écriture continue, sans séparation entre les mots, avec une graphie de type onciale dans sa variante de type alexandrin, à laquelle se mêlent quelques influences de type occidental. Kurt Aland le classe en catégorie I.
La copie semble avoir été faite sous la dictée. Elle est grevée de nombreux sauts du même au même (homéotéleutes), complétés de seconde main, sans doute par un relecteur. Il s'y trouve parfois des points et de rares ligatures. Les nomina sacra avec traits suscrits sont employés dans tout le manuscrit. Certains mots habituellement abrégés dans d'autres manuscrits (tels πατηρ et δαυειδ) sont parfois abrégés et parfois écrits en toutes lettres. Les nomina sacra suivants sont écrits en forme abrégée : ΘΣ (pour Θεός, Dieu), ΚΣ (pour Κύριος, Seigneur), ΙΣ (pour Ἰησοῦς, Jésus), ΧΣ (pour Χριστός, Christ), ΠΝΑ (pour Πνεῦμα, Esprit), ΥΣ (pour Υἱός, Fils), ΑΝΟΣ (pour Ἄνθρωπος, Homme), ΟΥΟΣ (pour Οὐρανός, Ciel), ΔΑΔ (pour Δαυὶδ, David), ΙΛΗΜ (pour Ἱερουσαλήμ, Jérusalem), ΙΣΡΛ (pour Ἰσραήλ, Israël), ΜΗΡ (pour Μήτηρ, Mère), ΠΗΡ (pour Πατήρ, Père), ΣΩΡ (pour Σωτήρ, Sauveur). Presque toujours, un iota simple est remplacé par la diphtongue epsilon-iota (phénomène communément connu comme iotacisme), par ex. ΔΑΥΕΙΔ au lieu de ΔΑΥΙΔ, ΠΕΙΛΑΤΟΣ au lieu de ΠΙΛΑΤΟΣ, ΦΑΡΕΙΣΑΙΟΙ au lieu de ΦΑΡΙΣΑΙΟΙ, etc.
Les pages sont légèrement rectangulaires, avec un rapport de 1/1,1 et un bloc de texte de même proportion, dans un rapport de 0,91 (soit le même rapport que la page après rotation de 90°). Si on enlevait les marges entre les colonnes et que celles-ci étaient fusionnées, le bloc de texte présenterait exactement le même rapport que la page, sans rotation. Le typographe Robert Bringhurst considère ce codex comme « une brillante pièce d'artisanat ». La colonne de texte compte environ treize caractères par ligne.
Les folios sont faits de parchemin de vélin, principalement de veau et secondairement de mouton. Tischendorf pensait que le parchemin provenait de peaux d'antilopes, mais un examen microscopique a démontré que ce n'est pas le cas. La plupart des cahiers comportent quatre feuillets, sauf deux qui en contiennent cinq. On estime qu'il a fallu abattre environ 360 animaux pour fabriquer ce codex, à supposer que tous les animaux aient fourni une peau de qualité adéquate. Le coût total de cette réalisation, incluant matière première, temps de travail des scribes et reliure, équivaut aux gains d'un individu durant toute une vie de travail à cette époque. Le fait que certaines parties du codex sont en meilleure condition que d'autres est un signe qu'elles ont été séparées et conservées dans des endroits différents.

### Auteurs
Comme souvent lorsqu'il s'agit de manuscrits si anciens, l'identité des scribes et des correcteurs n'est pas connue.

#### Scribes

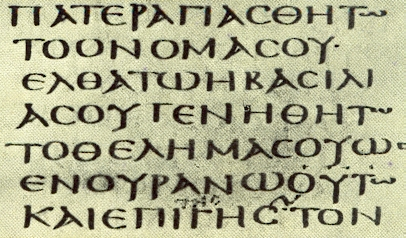
Luc 11,2 dans le Codex Sinaiticus

Constantin von Tischendorf estime qu'il y avait quatre scribes différents (A, B, C et D). Herbert John Mansfield Milne et Theodore Cressy Skeat ont établi que le scribe C n'a jamais existé. Selon Tischendorf, le scribe C a écrit les Livres poétiques de l'Ancien Testament selon la stichométrie et en utilisant un format sur deux colonnes alors que le reste du manuscrit est sur quatre colonnes. Tischendorf a interprété la différence de formatage comme preuve de l’existence d'un autre scribe.
Dans les analyses modernes, les trois autres scribes sont toujours identifiés depuis par les lettres A, B et D,. Le scribe A a écrit la majorité des livres historiques et poétiques de l'Ancien Testament, une partie importante du Nouveau Testament, et l'Épître de Barnabé. Le scribe B a écrit les Prophètes et le Pasteur d'Hermas. Le scribe D a écrit tout le Livre de Tobie et celui de Judith, la première moitié du Quatrième livre des Maccabées, les deux premiers tiers des Psaumes et les cinq premiers vers de l'Apocalypse.
Le scribe B avait une mauvaise orthographe, le scribe A était à peine moins mauvais, le scribe D était le meilleur d'entre eux. Metzger affirme que le « scribe A a fait des erreurs graves inhabituelles ». Les scribes A et B utilisent plus souvent les nomina sacra (« noms sacrés ») dans la forme contractée (ΠΝΕΥΜΑ contracté dans toutes les occurrences, ΚΥΡΙΟΣ contracté dans toutes les occurrences sauf deux) alors que le scribe D utilise plus souvent les formes étendues. Le scribe D distingue l'utilisation sacrée et profane de ΚΥΡΙΟΣ. Il fait des erreurs très courantes en substituant ΕΙ à Ι, et Ι à ΕΙ en position médiane. Le remplacement du Ι en initiale par ΕΙ est inconnu, et le ΕΙ final est remplacé seulement dans le mot ΙΣΧΥΕΙ, la confusion du Ε avec ΑΙ est très rare. Dans les Psaumes ce scribe écrit trente-cinq fois ΔΑΥΕΙΔ à la place de ΔΑΥΙΔ, alors que le scribe A utilise normalement la forme abrégée ΔΑΔ. Le scribe A fait les pires erreurs phonétiques, confondant systématiquement le Ε et le ΑΙ. Le scribe B est qualifié par Milne et Skeat de « peu soigneux et illettré ». La version d'origine est nommée par le sigle א*.

#### Correcteurs

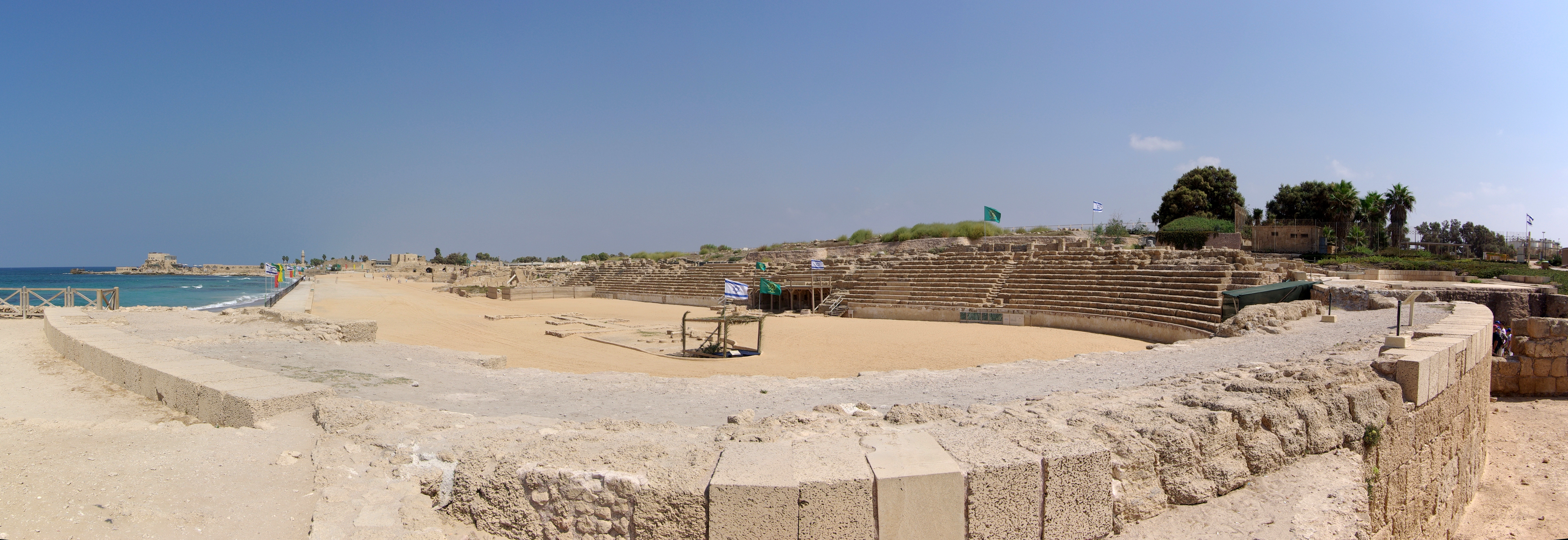
Le codex a peut-être été conservé au cours des à Césarée.

Pour compliquer un peu plus le travail de reconstitution, de nombreuses corrections ont été ajoutées au fil des siècles. Lors de sa découverte, Constantin von Tischendorf estime que cinq correcteurs (désignés respectivement a, b, c, d et e) ont amendé diverses parties du texte. Il pensait qu'un des correcteurs était contemporain des scribes, et que les autres ont œuvré aux VIe et VIIe siècles. Les études plus récentes dénombrent sept réviseurs du manuscrit, respectivement désignés par les lettres a, b, c, ca, cb, cc et e. Plusieurs scribes ont corrigé le manuscrit avant même que celui-ci n'ait quitté le scriptorium. Cela est confirmé par les études paléographiques effectuées au British Museum en 1938. Les corrections introduites à ce moment sont indiquées par le symbole אa. Milne et Skeat estiment que les corrections suscrites au Premier livre des Maccabées sont dues au scribe D alors que le texte a été écrit par le scribe A. Le scribe D corrige son propre travail ainsi que celui du scribe A, tandis que ce dernier limite ses corrections à son propre travail. Plusieurs modifications effectuées aux VIe et VIIe siècles sont signalées par le symbole אb. Le colophon en fin du Livre d'Esdras et du Livre d'Esther indique que les modifications proviennent « d'un très ancien manuscrit qui a été corrigé de la main du saint martyr Pamphylus » (décapité en 309). Si c'est le cas, le passage commençant par le Premier Livre de Samuel jusqu'à la fin du Livre d'Esther est une copie de l'Hexaples d'Origène. D'après le colophon, les corrections auraient eu lieu à Césarée aux VIe et VIIe siècles.
D'autres corrections datent des VIe et VIIe siècles alors que d'autres seraient plus tardives. Au cours des siècles, les corrections s'accumulent sur le codex, en faisant l'un des manuscrits les plus corrigés. Tischendorf énumère 14 800 corrections dans ses recherches à Saint-Pétersbourg dans les seuls deux tiers du codex détenus en ce lieu. Selon David C. Parker le codex entier comprend un total de 23 000 corrections.
L'omniprésence du iotacisme, particulièrement de la diphtongue ει, n'a pas fait l'objet de correction.

### Ancien Testament
L'Ancien Testament est repris dans la version de la Septante, la bible hébraïque en langue grecque. Cette partie est très incomplète et répartie entre quatre bibliothèques ; la plus grande partie est à la British Library de Londres ; les cahiers 35-36, 37/1-3 et 47-49 sont à la Bibliothèque universitaire de Leipzig ; les folios 3/4, 11/2, 38/8 et une partie du folio 93/7 sont encore à la Bibliothèque nationale de Saint-Pétersbourg ; enfin, le nouveau fonds du monastère Sainte-Catherine du Sinaï, découvert en 1975, a livré les folios 3/3, 10/1 et les restes des cahiers 12-29 et 95.
Il ne reste que la moitié de la Septante : après le Pentateuque, les livres historiques étaient groupés, suivis des Livres poétiques dans l'ordre de l'hébreu, avec en plus le Livre de Daniel, et les Livres poétiques prennent place en dernier. C'est une forme de recueil plus ancienne que la disposition adoptée dans les Codex Vaticanus et Alexandrinus.

### Nouveau Testament
Le Nouveau Testament, entièrement conservé à la British Library de Londres, est absolument complet, avec les épîtres de Paul avant les Actes. L'ordre des livres dans le Codex Sinaiticus est : Évangiles - Épîtres de Paul - Actes des Apôtres - Épîtres catholiques - Apocalypse. Viennent ensuite des écrits des Pères apostoliques, qui n'appartiennent pas aux canons bibliques : l'Épître de Barnabé et le Pasteur d'Hermas. Après la Septante, un cahier manque : il devait contenir les canons d'Eusèbe et sa Lettre à Carpien, qui forment une introduction aux évangiles.
L’Évangile selon Marc se termine sur le verset 16,8. Il manque donc les versets 16,9 à 16,20. Il s'agit donc de la version dite « courte », qui ne relate pas les apparitions de Jésus à plusieurs personnes après sa résurrection. La majorité des manuscrits en onciale ainsi que la Vulgate connaissent la « version longue », contrairement au Codex Vaticanus et au Codex Sinaiticus.
Dans l'Évangile selon Jean, l'épisode de la Pericope adulterae (7,53–8,11) au sujet d'une femme adultère n'apparaît pas. Dans cette péricope, Jésus empêche la lapidation voulue par des scribes et des Pharisiens, l'expression « jeter la première pierre » en est tirée.
Le verset 5,44 de l'Évangile selon Matthieu est manquant « εὐλογεῖτε τοὺς καταρωμὲνους ὑμᾶς, καλῶς ποιεῖτε τοῖς μισοῦσιν ὑμᾶς » « bénissez ceux qui vous maudissent, faites du bien à ceux qui vous haïssent ».

#### Lacunes

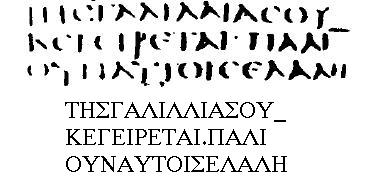
Omission sans la péricope en Jean 7,52-8,12

Un catalogue complet des variantes du Nouveau Testament dans le Codex Sinaiticus par rapport aux versions contemporaines, telles que le Novum Testamentum Graece (aussi nommé Nestle-Aland) ou The Greek New Testament publié par United Bible Societies, ne peut être présenté, mais en voici quelques-unes :
- Évangile selon Matthieu : Versets omis 12,47 ; 16,2b-3 ; 17,21 ; 18,11 ; 23,14 ; 24,35 ;
- Évangile selon Matthieu 6,13b : Membre de verset omis « οτι σου εστιν η βασιλεια και η δυναμις και η δοξα εις τους αιωνας. αμην » « Car à toi appartiennent le règne, la puissance et la gloire à jamais. Amen. » omis[76].
- Évangile selon Matthieu 23,35 : Membre de verset omis « υιου βαραχιου » « fils de Barachie » cette omission est appuyée uniquement par le codex Minuscule 59, trois Evangelistaria (ℓ 6, ℓ 13, ℓ 185) et Eusèbe de Césarée[77] ;
- Évangile selon Marc : Versets omis 7,16 ; 9,44 à 9,46 ; 11,26 ; 15,28 ; 16,9-20 ;
- Évangile selon Marc 1,1 : Membre de verset omis « υιου θεου » « le Fils de Dieu »[78].
- Évangile selon Marc 10,7 : Membre de verset omis « και προσκολληθησεται προς την γυναικα αυτου » « et s'attachera à sa femme » comme dans Codex Vaticanus, Codex Athous Lavrentis, Minuscule 892, ℓ 48, syrs, goth[79].
- Évangile selon Luc : Versets omis 17,36 ;
- Évangile selon Luc 11,4 : Membre de verset omis « αλλα ρυσαι ημας απο του πονηρου » « mais délivrez-nous du mal »[80].
- Évangile selon Jean : Versets omis 5,4 ; 7,53-8,11[81] ; (cf. Image « Jean 7,53-8,11 ») ; 16,15 ; 20,5b-6 ; 21,25 ;
- Actes des Apôtres : Versets omis 8,37 ; 15,34 ; 24,7 ; 28,29[82] ;
- Épître aux Romains : Verset omis 16,24

### Comparaison avec leCodex Vaticanus
Le texte du Codex Sinaiticus est proche de celui du Codex Vaticanus, bien qu'il ait pu être copié sur un autre ancêtre immédiat (à partir du IIe siècle). La copie du Codex Vaticanus est contemporaine, elle présente une écriture voisine, mais beaucoup moins de fautes de copie, et les modèles qu'elle utilise sont différents. Entre ces deux codex, 3 036 différences sont répertoriées rien que dans les Évangiles : 656 pour Mathieu, 567 pour Marc, 791 pour Luc et 1 022 pour Jean.
| Livre                           | Codex Sinaiticus | Codex Vaticanus |
| ------------------------------- | --- | --- |
| Évangile selon Matthieu 1,18–19 | Του δε ΙΥ ΧΥ η γενεσις ουτως ην μνηστευθισης της μητρος αυτου Μαριας τω Ιωσηφ πριν ην συνελθιν αυτους ευρεθη εν γαστρι εχουσα εκ ΠΝΣ αγιου Ιωσηφ δε ο ανηρ αυτης δικαιος ων και μη θελων αυτην παραδιγματισαι εβουληθη λαθρα απολυσαι αυτην                                                                                         | Του δε ΧΥ ΙΥ η γενεσις ουτως ην μνηστευθεισης της μητρος αυτου Μαριας τω Ιωσηφ πριν ην συνελθειν αυτους ευρεθη εν γαστρι εχουσα εκ ΠΝΣ αγιου Ιωσηφ δε ο ανηρ αυτης δικαιος ων και μη θελων αυτην δειγματισαι εβουληθη λαθρα απολυσαι αυτην |
| Évangile selon Matthieu 8,13    | « και υποστρεψας ο εκατονταρχος εις τον οικον αυτου εν αυτη τη ωρα ευρεν τον παιδα υγιαινοντα » (et quand le centurion est revenu à la maison à cette heure, il a trouvé l'esclave bien) Soutenu par les manuscrits Codex Ephraemi Rescriptus, (Codex Petropolitanus Purpureus), Codex Koridethi, (0250), f1, (33, 1241), g1, syrh. | Ce texte n'y apparaît pas. |
| Évangile selon Matthieu 13,54   | « εις την πατριδα αυτου » (dans son propre pays) | « εις την αντιπατριδα αυτου » (dans son propre Antipatris) |
| Évangile selon Matthieu 16,12   | « της ζυμης των αρτων των Φαρισαιων και Σαδδουκαιων » (du levain du pain des pharisiens et des sadducéens) | « της ζυμης των αρτων » (du levain du pain) |
| Évangile selon Luc 1,26         | « Nazareth » | « une ville de Judée ». |
| Évangile selon Luc 2,37         | « ογδοηκοντα » (quatre-vingts) | « εβδομηκοντα » (soixante-dix) |
| Évangile selon Jean 1,34        | « υἱος » (fils) | « ὁ ἐκλεκτός » (le choisi) |
| Évangile selon Jean 6,10        | « πεντακισχιλιοι » (les cinq milliers) | « τρισχιλιοι » (les trois milliers) |
| Actes des Apôtres 8,5           | « εις την πολιν της Καισαριας » (dans la ville de Césarée) | « εις την πολιν της Σαμαρειας » (dans la ville de Samarie) |
| Actes des Apôtres 11,20         | « εὐαγγελιστας » (Évangélisateurs) | « ἑλληνιστάς » (Hellénistes) |
| Actes des Apôtres 14,9          | « entendu » | « non entendu » |
| Épître aux Hébreux 2,4          | « distributions » | « récoltes » |
| Première épître de Pierre 5,13  | « Babylone » | « Église » |
| Deuxième épître à Timothée 4,10 | « γαλλιαν » | « γαλατιαν » Soutenu seulement par les manuscrits du Codex Ephraemi Rescriptus, 81, 104, 326, 436. |

## Importance dans la recherche biblique
Le Codex Sinaiticus est, avec le Codex Vaticanus, l'un des deux plus anciens manuscrits d'une Bible en grec qui rassemble l'Ancien Testament dans la traduction de la Septante et le Nouveau Testament dans sa langue d'origine. Il représente donc une étape cruciale dans le développement de la chrétienté,. Auparavant les textes bibliques n'étaient pas compilés mais copiés séparément sur des rouleaux ou des parchemins. Le Codex Sinaiticus et les manuscrits originaux du Nouveau Testament sont séparés de seulement 300 ans. Ce codex est donc considéré comme plus précis que les versions plus tardives, qui comportent des erreurs.
Avec le Codex Vaticanus, le Codex Sinaiticus est considéré comme l'un des meilleurs manuscrits pour établir le texte original — conformément à la critique textuelle — du Nouveau Testament dans sa langue d'origine, le grec, ainsi que celui de la Septante. C'est le seul manuscrit complet en onciale du Nouveau Testament et le seul manuscrit antique du Nouveau Testament écrit en quatre colonnes par page qui existe encore.
Pour les Évangiles, le Codex Sinaiticus est considéré, après le Codex Vaticanus, comme la seconde version la plus fiable ; pour les Actes des Apôtres, il est l'égal du Codex Vaticanus ; pour les Épîtres, le Codex Sinaiticus est la meilleure version. Pour l'Apocalypse, cependant, le texte est corrompu et considéré de piètre qualité, moins bon que ceux du Codex Alexandrinus, du Papyrus 47 et d'autres manuscrits en minuscules.